# Microregiunea Enying
Microregiunea Enying (în maghiară Enyingi kistérség) a fost o microregiune statistică (kistérség) din județul Fejér, Ungaria.
Cu o populație de 20.075 locuitori și o suprafață de 433,11 km2, aceasta a existat până în 2014, când în Ungaria, microregiunile ”kistérségek” au fost înlocuite de districte (járások).